# Рада Україна — НАТО
Рада Україна — НАТО (РУН, або NUC, від англ. NATO-Ukraine Council, фр. Conseil OTAN-Ukraine) — це орган співпраці, створений у липні 2023 року під час саміту НАТО у Вільнюсі, що координує відносини України та НАТО. До 2023 року функції Ради Україна — НАТО виконувала Комісія Україна – НАТО.
Він служить платформою, де члени НАТО та Україна беруть участь як рівноправні учасники для просування політичного діалогу, посилення співпраці та підтримки прагнень України стати членом НАТО. РУН сприяє спільним консультаціям, ухваленню рішень та скоординованій діяльності, включаючи консультації з кризових ситуацій між НАТО та Україною. Ця рада відіграє вирішальну роль у зміцненні регіональної стабільності та безпеки шляхом практичної співпраці в різних секторах.
Рада Україна-НАТО (РУН) була створена на саміті НАТО у Вільнюсі 2023 року замість Комісії Україна-НАТО, яка була головним органом розвитку відносин України та НАТО з 1997 року. Комісія, сформована того ж року, відповідно до Хартії про особливе партнерство між НАТО та Україною, підписаної в Мадриді, була основним органом прийняття рішень у відносинах між НАТО та Україною. Орган керував діяльністю співпраці та забезпечував виконання Хартії, оцінював та планував майбутній розвиток. У грудні 2008 року міністри закордонних справ країн НАТО запровадили Річну Національну Програму (РНП) для подальшої підтримки реформаторських зусиль України.
Перехід від Комісії до Ради у 2023 році знаменує значне зміцнення політичних зв’язків та тіснішу інтеграцію України з НАТО. На відміну від Комісії, де Україна була партнером, запрошеним на засідання, новий формат Ради дозволяє Україні засідати як рівноправний учасник разом з усіма державами-членами НАТО. Ця зміна підкреслює прагнення НАТО розглядати Україну як ключового союзника та забезпечує більш надійну основу для спільних консультацій, прийняття рішень і врегулювання криз. Рада Україна-НАТО діє на основі консенсусу, що відображає колективну волю всіх її членів, включно з Україною. Рада очолюється Генеральним секретарем НАТО і може бути скликана будь-яким членом, включаючи Україну, для консультацій у кризовій ситуації. Ця структура відрізняється від попереднього формату, де участь України відбувалася виключно за запрошенням НАТО.
Створення Ради Україна-НАТО є ключовим кроком у зміцненні партнерства між Україною та членами НАТО, демонструючи високий рівень співпраці та інтеграції, оскільки Україна продовжує свій шлях до членства в НАТО та більшої відповідності євроатлантичним стандартам.

## Історія
До 2023 року Комісія Україна – НАТО була найвищим органом, який проводив консультації стосовно розвитку партнерських відносин Україна – НАТО та спрямовувала заходи в плані практичного співробітництва. Комісію Україна – НАТО було утворено відповідно до Хартії про особливе партнерство між Україною та Організацією Північно-Атлантичного договору, яку 9 липня 1997 року підписали глави держав та урядів України і країн – членів Альянсу в ході Мадридського саміту НАТО. Вона також була форумом для консультацій між Україною та країнами – членами Альянсу з тих питань безпеки, що викликають обопільну зацікавленість, включаючи війну Російської Федерації проти України.

### 2023
У травні 2023 року стало відомо, що на Вільнюському саміті НАТО 2023 року можуть оголосити про створення Ради Україна — НАТО у форматі 32, а не 31+1. Як пізніше пояснив Єнс Столтенберґ, створення Ради Україна — НАТО означало би суттєве зміцнення партнерства між НАТО й Україною, адже цей орган буде спроможний ухвалювати спільні рішення.
У червні 2023 року Міністр закордонних справ Дмитро Кулеба заявляв, що Україна у майбутньому повинна стати повноправним членом НАТО, а не просто привілейованим партнером. Тому заснування Ради Україна — НАТО має супроводжуватися чіткою дорожньою картою, яка наблизить Україну до повноправного членства:
|  | Заснувати у Вільнюсі Раду Україна — НАТО без рішучого кроку до членства – все одно що надати танк без гармати. НАТО потрібна Україна як держава-член Альянсу, а не просто привілейований партнер. |

12 липня 2023 року, під час Вільнюського саміту НАТО, відбулося перше засідання Ради Україна – НАТО.
29 листопада 2023 року, у Брюсселі (Швейцарія) відбулося історичне засідання Ради Україна – НАТО, в ході якого союзники домовилися розробити нові проєкти НАТО для збільшення виробничих потужностей українського оборонного комплексу та лікування українських поранених.

### 2024
10 січня 2024 року НАТО скликало засідання нової Ради України на прохання України на тлі масованих нападів Росії на цивільну інфраструктуру. Це призвело до того, що члени Альянсу надали Україні додаткові системи ППО, в тому числі американські системи Patriot.
17 січня 2024 року, відбулася перша зустріч Ради Україна-НАТО на рівні Головнокомандувачів збройних сил. Від імені Головнокомандувача Збройних Сил України у заході взяв участь військовий представник України генерал-майор Сергій Салкуцан.
4 квітня 2024 року в Брюсселі відбулося чергове засідання Ради за участю міністра закордонних справ України Дмитра Кулеби, яке було присвячене довгостроковій підтримці Києва.
Генеральний секретар НАТО Марк Рютте у грудні перед початком зустрічі Ради Україна-НАТО озвучив три ключові напрямки допомоги НАТО для України:
1. Допомога Україні, щоб відновити енергетичні мережі та енергетичну інфраструктуру
2. Забезпечення надійної протиповітряної оборони в Україні
3. Військова допомога[22].

## Комітети
Рада Україна-НАТО збирається в різних форматах, зокрема в п'яти основних підкомісіях:
- Комітет з політичних справ (КПС) — проводить консультації з питань політики та безпеки.
- Комітет сектору оборони та безпеки (КСОБ) — контролює практичну реалізацію Комплексного пакета допомоги НАТО Україні, зосереджуючись на секторі оборони та безпеки.
- Комітет зі стратегічних комунікацій (КСК) — підтримує зусилля України в цій сфері та допомагає координувати підхід НАТО до стратегічних комунікацій з Україною.
- Комітет з інновацій та гібридних технологій (КІГТ) — контролює співпрацю в галузі інновацій, гібридних загроз, кіберзахисту, енергетичної безпеки та екологічної безпеки.
- Робоча група військових представників (РГ-ВП) — обмінюється думками та обговорює практичне впровадження військового співробітництва Україна-НАТО, зосереджуючись на розвитку спроможності та оперативної сумісності Збройних Сил України.